# Michael Mooney
Michael Macdonald „Mike“ Mooney (* 14. Mai 1930 in New York City; † 18. November 1985 in Washington, D.C.) war ein US-amerikanischer Segler und Schriftsteller.

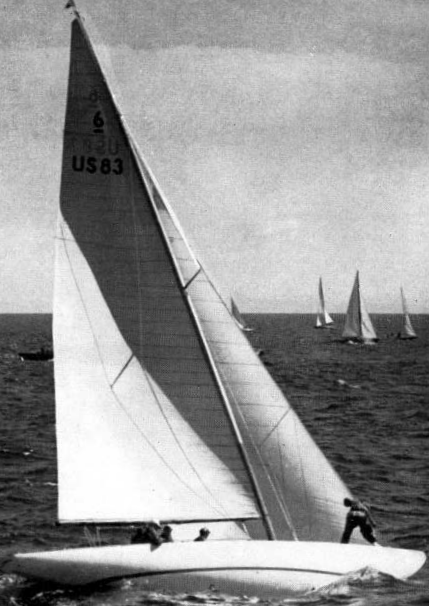
6mR Yacht Llanoria, US 83, Goldmedaille 1948

## Erfolge
Michael Mooney nahm in der 6-Meter-Klasse an den Olympischen Spielen 1948 in London teil, bei denen er Olympiasieger wurde. Mit der Llanoria gewann er unter Skipper Herman Whiton unter anderem drei der sieben Wettfahrten, sodass er mit 5472 Gesamtpunkten vor dem argentinischen Boot Djinn von Enrique Sieburger senior und dem schwedischen Boot Ali Baba II von Tore Holm Erster wurde. Zur Crew gehörten dabei außerdem Alfred Loomis, James Weekes und James Smith.
Mooney schloss ein Studium an der Princeton University ab, im Anschluss diente er bei der US Army. Nach seinem Militärdienst war er als Autor tätig und veröffentlichte acht Bücher, darunter fünf Romane. Einer davon, The Hindenburg, wurde unter der Regie von Robert Wise im Jahr 1975 verfilmt. Nebenbei schrieb er auch für das Harper’s Magazine.